# Gras (Einheit)
Das Gras, auch mit die Grasse bezeichnet, war ein Emder Flächenmaß.
- 1 Gras/Grase = 300 Quadratruten (preuß)ischer = 43.200 Quadratfuß (preuß) = 42,55375 Ar (franz.) = 1 Morgen (hannov)erscher plus 75 Ruten = 1 ⅝ Morgen (hannov)[1]
- 4 Gras = 3 Diemat[2]

Das Diemat unterschied man in Landdiemat und Moordiemat. Bei Acker, Wiesen und Gartenland galt
- 1 Landdiemat = 400 Quadratruten (preuß) = 2 Morgen plus 20 Quadratruten ~2 ⅛ Morgen (hannov)
- 1 Moordiemat = 450 alte Quadratruten (preuß). Die zu Grunde liegende Rute wurde statt mit 12 mit 15 Fuß (preuß) gerechnet

- 1 Gras = 1,62356 neuer Morgen (hannov) = 1 Morgen plus 74 Quadratruten = 211,860 Quadratfuß (hannov).

In der Praxis wurde mit 1 ⅝ Morgen (hannov) gerechnet.